# Ілганій-де-Жос
Ілганій-де-Жос (рум. Ilganii de Jos) — село у повіті Тулча в Румунії. Входить до складу комуни Нуферу.
Село розташоване на відстані 236 км на схід від Бухареста, 9 км на схід від Тулчі, 111 км на північ від Констанци, 75 км на південний схід від Галаца.

## Населення
За даними перепису населення 2002 року у селі проживали 164 особи, з них 161 особа (98,2%) румунів. Рідною мовою 161 особа (98,2%) назвала румунську.